# Megan Thee Stallion
Megan Jovon Ruth Pete, känd under artistnamnet Megan Thee Stallion, född 15 februari 1995 i San Antonio i Texas, är en amerikansk rappare.
Megan The Stallion är född i San Antonio men flyttade som nyfödd med sin familj till Houston.
Efter att ha rönt uppmärksamhet för sitt rappande på sociala medier fick hon kontrakt med 300 Entertainment 2018. 2020 släpptes hennes debutalbum Good News och singlarna "Savage" (tillsammans med Beyoncé) och hennes medverkan på Cardi B:s singel "WAP" tog sig till första plats på Billboard Hot 100. 2021 medverkade hon, tillsammans med Doja Cat på remixen av Ariana Grandes singel "34+35", som hamnade på andra plats på Billboard Hot 100. 2022 släpptes hennes andra fullängdsalbum Traumazine.
Megan Thee Stallion har vunnit tre Grammy Awards, bland annat utsågs hon till bästa nya artist vid Grammygalan 2021. År 2020 utsåg Times henne till en av världens 100 mest inflytelserika personer.
I juli 2020 blev Megan The Stallion offer för en skjutning av den kanadensiske rapparen Tory Lanez. I december 2022 dömdes Lanez på tre punkter för attacken. 